# Palafolls
Palafolls – gmina w Hiszpanii, w prowincji Barcelona, w Katalonii, o powierzchni 16,42 km². W 2011 roku gmina liczyła 9027 mieszkańców.